# Исмаилов, Касум Исмаил оглы
Касум Исмаил оглы Исмаилов или Касум Исмаил оглы Исмайлов (азерб. Qasım İsmayıl oğlu İsmayılov; настоящая фамилия Султанов; 19 апреля 1887, Лагич — 1922, Гянджа) — азербайджанский политический деятель; активный участник борьбы за установление Советской власти в Азербайджане. Член Коммунистической партии с 1918 года.
Являлся Председателем Кубинского революционного комитета (ревкома), а также Председателем Гянджинского уездного Исполнительного комитета (исполкома) Советов (1922).

## Биография
Касум Султанов родился 19 апреля 1887 года в селении Лагич Шемахинского уезда, в семье бедного крестьянина. Касум и его брат Ага были участниками революционного движения и одному из них, с целью конспирации, пришлось сменить фамилию. По совету матери, за Касумом с 1918 года закрепилась фамилия Исмайлов (от отчества Исмаил оглы).
Покинув вследствие нужды родное селение, родители в поисках заработка перебрались в Баку, где семья обосновалась в Чёрном городе, а отец стал работать на кислотном заводе. С 1901 года Касум работал в одной из кузниц Баку, ведя революционную деятельность среди рабочих и крестьян.
Исмаилов в конце 1917 года вернулся в Лагич, а в следующем году жители Лагича избрали его в Шемахинский уездный Исполнительный комитет (уездисполком).
В 1918—1919 годах участвовал в боях с армией Азербайджанской Демократической Республики, работал в контрразведке республики по заданию партии. После установления в Азербайджане советской власти Исмаилов работал в органах милиции, а также председателем Революционного комитета Кубинского уезда и Исполнительного комитета Кубинского уезда.
В декабре 1920 года Исмаилов в составе делегации от Азербайджанской ССР принял участие на VIII Всероссийском съезде Советов. В это время Исмаилов посредством Н. П. Горбунова доложил Ленину о социалистических изменениях в Кубинском уезде и передал ему посылку яблок от трудящихся уезда. Впоследствии по поручению Ленина в Кубу был послан печатный станок для издания газет. Беседа Исмаилова с Горбуновым была опубликована в газетах «Правда» от 5 января 1921 года и «Беднота» от 6 января 1921 года.
Также Касум Исмаилов был участником III и IV съезда Коммунистической партии Азербайджана и I съезда Советов Азербайджана.
В 1922 году Касум Исмаилов работал председателем Исполнительского комитета Гянджинского уезда. 

### Убийство

Могила Касума Исмаилова на Аллее почётного захоронения в Баку

9 апреля 1922 года Касум Исмаилов выехал на Съезд Советов в Анненфельд Шамхорского уезда. Его сопровождали несколько ответственных и партийных работников Ганджинского уезда, в числе которых находился начальник уездной милиции. Посетив в тот же день заседание съезда, Исмаилов вечером отправился в Георгиевск, а затем повернул на старую почтовую дорогу, которая вела в Гянджу. В этой поездке его сопровождали те же лица, но после того, как он отделился от них, они потеряли его из виду. На Исмаилова напали двое жителей окрестных селений, которые не только убили его, но и завладели лошадью и вещами.
Дело об убийстве Касума Исмаилова Выездная сессия Верховного революционного трибунала Азербайджанской ССР рассматривало в Гяндже с 19 по 20 августа. В числе обвиняемых оказались 6 человек, из которых пятеро являлись жителями окрестных селений, а шестым стал начальник уездной милиции, который сопровождал Исмаилова. Двое из них этих жителей обвинялись в убийстве, остальные трое — в укрывательстве, недонесении; начальник уездной милиции — в упущениях по службе и нераспорядительности. Верховный революционный трибунал после разбора дела нашёл преступление доказанным. Тех двух, что обвинялись в убийстве, трибунал приговорил к высшей мере наказания, в то время как начальник уездной милиции получил 5 лет и ещё двое (за укрывательство) — 3 года исправительных работ — все со строгой изоляцией.
Касум Исмаилов был похоронен на Аллее почётного захоронения в Баку.

## Память
Именем Исмаилова в Азербайджане были названы район, город, колхоз, улица и прочее